# 萧德明 (1912年)
萧德明（1912年—2010年），男，河南新县人，中华人民共和国军事人物，中国人民解放军少将，曾任湖南省军区副政治委员。